# Edson Hirokazu Watanabe
Edson Hirokazu Watanabe (07 de novembro de 1952) é um engenheiro, pesquisador e professor universitário brasileiro.
Filho de nipônicos, é comendador da Ordem Nacional do Mérito Científico, membro titular da Academia Brasileira de Ciências na área de Ciências da Engenharia desde 2015 e da Academia Nacional de Engenharia, é professor da COPPE da Universidade Federal do Rio de Janeiro.
Edson se formou em engenharia eletrônica pela Universidade Federal do Rio de Janeiro, em 1975, defendendo o mestrado na mesma instituição no ano seguinte. Pelo Instituto de Tecnologia de Tóquio, defendeu o doutorado em 1981. Trabalha com sistemas de potência, atuando com os temas: filtros ativos, FACTS (Flexible AC Transmission Systems), teoria de potência instantânea e fontes alternativas de energia (eólica, ondas, solar e pilhas a combustível).
Criou a área de Eletrônica de Potência na COPPE.